# Emanuel Weidenhoffer
Emanuel Weidenhoffer (28. ledna 1874 Napajedla – 18. října 1939 Štýrský Hradec) byl rakouský politik, na počátku 20. století poslanec Říšské rady, v meziválečném období poslanec rakouské Národní rady a ministr financí Rakouska.

## Biografie
Vychodil německojazyčné gymnázium v Kroměříži a vystudoval práva na Vídeňské univerzitě. Pracoval u Severní dráhy. Ze služeb na železnici odešel roku 1912. Působil coby šéfredaktor listu Grazer Tagblatt. Byl vedoucím tajemníkem štýrské sekce v Hlavním svazu průmyslu Rakouska a působil i jako prezident správní rady Creditanstalt-Bankverein. Byl aktivní i v politice.
Na počátku 20. století se zapojil i do celostátní politiky. Ve volbách do Říšské rady roku 1907, konaných poprvé podle všeobecného a rovného volebního práva, získal mandát v Říšské radě (celostátní zákonodárný sbor) za obvod Dolní Rakousy 36. Profesně byl k roku 1907 uváděn jako úředník Severní dráhy. Z hlediska klubové příslušnosti se k roku 1909 uvádí jako člen klubu Německý národní svaz, do kterého se sloučily německé konzervativně-liberální a nacionální politické proudy.
V letech 1918–1923 zasedal v obecní radě ve Štýrském Hradci. Po válce byl členem Křesťansko sociální strany Rakouska. Zasedal od 20. listopadu 1923 do 1. října 1930 a opět od 2. prosince 1930 do 2. května 1934 coby poslanec rakouské Národní rady. Zastával i vládní funkci. Od 16. října 1931 do 10. května 1933 byl ministrem financí Rakouska.